# 東町 (前橋市)
東町（あずまちょう）は、群馬県前橋市の旧町名である。
現在の日吉町一丁目、日吉町二丁目、日吉町三丁目、日吉町四丁目の各一部にあたる。1966年（昭和41年）、1967年（昭和42年）の住居表示の実施により、日吉町一丁目、日吉町二丁目、日吉町三丁目、日吉町四丁目の各一部となった。

## 地理
前橋市の中部に位置していた。

## 歴史
1951年（昭和26年）からの地名である。
1966年（昭和41年）の住居表示の実施に伴う町名変更により、日吉町一丁目、日吉町二丁目、日吉町三丁目、日吉町四丁目の各一部となり消滅した。

### 年表
- 1951年 勢多郡桂萱村大字三俣の各一部から成立。
- 1954年 勢多郡桂萱村及び一町六村を編入したことに伴い、旧勢多郡桂萱村大字三俣の一部を編入。
- 1966年 住居表示の実施に伴う町名変更により、日吉町一丁目、日吉町二丁目、日吉町三丁目、日吉町四丁目の各一部となり消滅。